# Лозки (Дятловский район)
Ло́зки (бел. Лозкі) — деревня в Козловщинском сельсовете Дятловского района Гродненской области Белоруссии. Согласно переписи населения 2009 года в Лозках проживал 201 человек. Площадь сельского населённого пункта составляет 131,12 га, протяжённость границ — 10,23 км.

## География
Лозки расположены в 17 км к юго-западу от Дятлово, 150 км от Гродно, 35 км от железнодорожной станции Слоним.

## История
В 1880 году Лозки — деревня в Козловской волости Слонимского уезда Гродненской губернии (259 жителей). Согласно переписи населения 1897 года в Лозках насчитывалось 61 хозяйство, проживало 380 человека. В 1905 году численность населения деревни составила 379 жителей.
В 1921—1939 годах Лозки находились в составе межвоенной Польской Республики. В этот период деревня относилась к сельской гмине Козловщина Слонимского повята Новогрудского воеводства. В 1923 году в Лозках насчитывалось 94 хозяйства, проживало 524 человека. В сентябре 1939 года Лозки вошли в состав БССР.
В 1996 году Лозки входили в состав Гербелевичского сельсовета и колхоза «Искра». В деревне имелось 138 хозяйств, проживало 347 человек.
13 июля 2007 года Лозки были переданы из упразднённого Гербелевичского сельсовета в Козловщинский поселковый совет.
26 декабря 2013 года деревня вместе с другими населёнными пунктами, ранее входившими в состав Козловщинского поссовета, была включена в новообразованный Козловщинский сельсовет.